# Olympische Sommerspiele 2008/Schießen
Bei den XXIX. Olympischen Sommerspielen 2008 in Peking fanden 15 Wettbewerbe im Sportschießen statt, davon sechs für Frauen und neun für Männer. Austragungsorte waren Schießhalle Peking (Gewehr- und Pistolendisziplinen) und die Shijingshan-Schießgelände (Skeet und Trap), beide im Bezirk Shijingshan. Im Vergleich zu 2004 standen zwei Disziplinen weniger auf dem Programm.

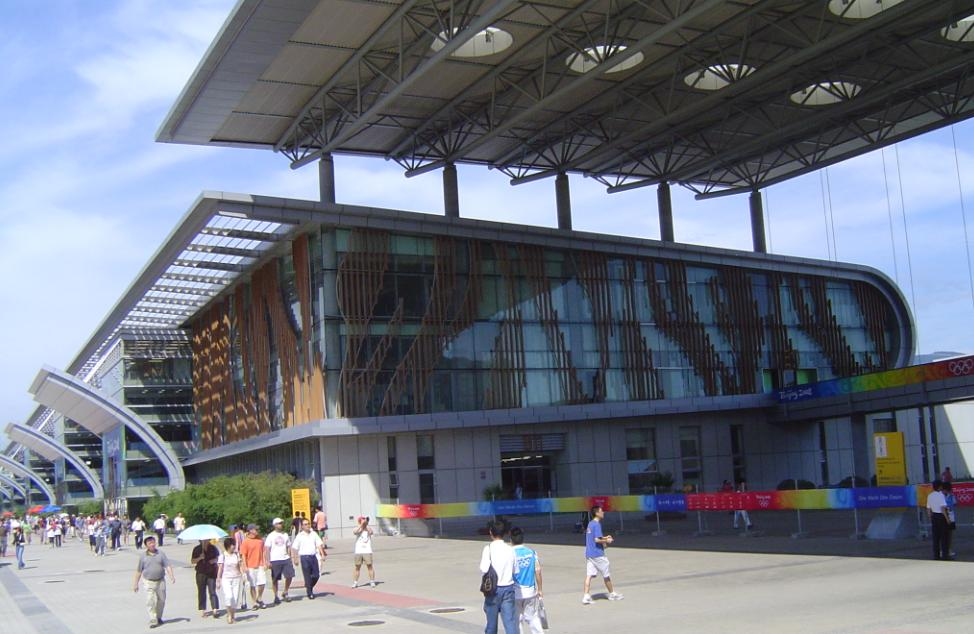
Schießhalle Peking

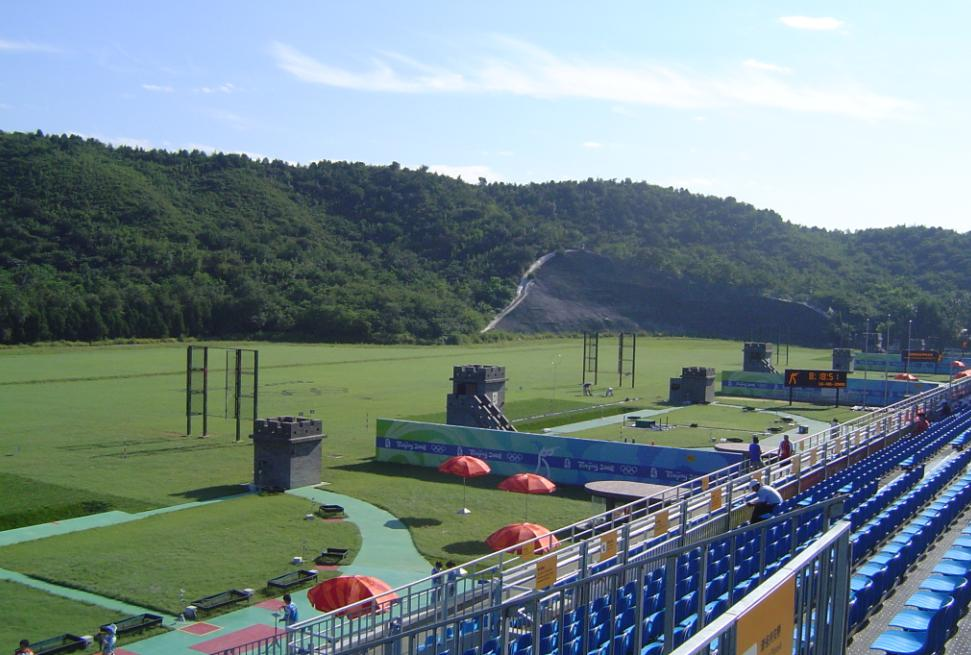
Shijingshan-Schießgelände

## Bilanz

### Medaillenspiegel
| Platz | Land               | Gold | Silber | Bronze | Gesamt |
| ----- | ------------------ | ---- | ------ | ------ | ------ |
| 1     | China              | 5    | 2      | 1      | 8      |
| 2     | Vereinigte Staaten | 2    | 2      | 2      | 6      |
| 3     | Tschechien         | 2    | 1      | –      | 3      |
| 3     | Ukraine            | 2    | 1      | –      | 3      |
| 5     | Italien            | 1    | 2      | –      | 3      |
| 6     | Südkorea           | 1    | 1      | –      | 2      |
| 7     | Finnland           | 1    | –      | 1      | 2      |
| 8     | Indien             | 1    | –      | –      | 1      |
| 9     | Russland           | –    | 2      | 2      | 4      |
| 10    | Deutschland        | –    | 1      | 3      | 4      |
| 11    | Mongolei           | –    | 1      | –      | 1      |
| 11    | Norwegen           | –    | 1      | –      | 1      |
| 11    | Slowakei           | –    | 1      | –      | 1      |
| 14    | Australien         | –    | –      | 1      | 1      |
| 14    | Georgien           | –    | –      | 1      | 1      |
| 14    | Frankreich         | –    | –      | 1      | 1      |
| 14    | Kroatien           | –    | –      | 1      | 1      |
| 14    | Kuba               | –    | –      | 1      | 1      |
| 14    | Slowenien          | –    | –      | 1      | 1      |

### Medaillengewinner
| Konkurrenz                           | Gold             | Silber              | Bronze           |
| ------------------------------------ | ---------------- | ------------------- | ---------------- |
| Kleinkaliber Dreistellungskampf 50 m | Qiu Jian         | Jurij Suchorukow    | Rajmond Debevec  |
| Kleinkaliber liegend 50 m            | Artur Ajwasjan   | Matthew Emmons      | Warren Potent    |
| Luftgewehr 10 m                      | Abhinav Bindra   | Zhu Qinan           | Henri Häkkinen   |
| Freie Pistole 50 m                   | Jin Jong-oh      | Tan Zongliang       | Wladimir Issakow |
| Schnellfeuerpistole 25 m             | Oleksandr Petriw | Ralf Schumann       | Christian Reitz  |
| Luftpistole 10 m                     | Pang Wei         | Jin Jong-oh         | Jason Turner     |
| Skeet                                | Vincent Hancock  | Tore Brovold        | Anthony Terras   |
| Trap                                 | David Kostelecký | Giovanni Pellielo   | Alexei Alipow    |
| Doppel-Trap                          | Walton Eller     | Francesco D’Aniello | Hu Binyuan       |

| Konkurrenz                           | Gold                | Silber             | Bronze               |
| ------------------------------------ | ------------------- | ------------------ | -------------------- |
| Kleinkaliber Dreistellungskampf 50 m | Du Li               | Kateřina Emmons    | Eglys Cruz           |
| Luftgewehr 10 m                      | Kateřina Emmons     | Ljubow Galkina     | Snježana Pejčić      |
| Sportpistole 25 m                    | Chen Ying           | Otrjadyn Gündegmaa | Munkhbayar Dorjsuren |
| Luftpistole 10 m                     | Guo Wenjun          | Natalja Paderina   | Nino Salukwadse      |
| Skeet                                | Chiara Cainero      | Kim Rhode          | Christine Wenzel     |
| Trap                                 | Satu Mäkelä-Nummela | Zuzana Štefečeková | Corey Cogdell        |

## Ergebnisse Männer

### Kleinkaliber Dreistellungskampf 50 m
| Platz | Land | Sportler            | Punkte |
| ----- | ---- | ------------------- | ------ |
| 1     | CHN  | Qiu Jian            | 1272,5 |
| 2     | UKR  | Jurij Suchorukow    | 1272,4 |
| 3     | SLO  | Rajmond Debevec     | 1271,7 |
| 4     | USA  | Matthew Emmons      | 1270,3 |
| 5     | AUT  | Thomas Farnik       | 1268,9 |
| 6     | AUT  | Mario Knögler       | 1268,4 |
| 7     | FRA  | Valérian Sauveplane | 1267,1 |
| 8     | NOR  | Vebjørn Berg        | 1266,5 |
|       |      |                     |        |
| 10    | GER  | Maik Eckhardt       | 1169   |
| 17    | GER  | Michael Winter      | 1166   |
| 21    | SUI  | Beat Müller         | 1164   |
| 35    | SUI  | Marcel Bürge        | 1155   |

Datum: 17. August 2008

49 Teilnehmer aus 31 Ländern
Matthew Emmons hatte bis zum letzten Schuss einen Vorsprung von 3,3 Zählern. Die sichere Medaille vergab er jedoch mit einer ungewöhnlichen tiefen 4,4. Eine Wiederholung der Tragödie bei den Sommerspielen in Athen, als er mit dem letzten Schuss eine Null kassiert hatte (Kreuzschuss).

### Kleinkaliber liegend 50 m
| Platz | Land | Sportler                   | Punkte |
| ----- | ---- | -------------------------- | ------ |
| 1     | UKR  | Artur Ajwasjan             | 702,7  |
| 2     | USA  | Matthew Emmons             | 701,7  |
| 3     | AUS  | Warren Potent              | 700,5  |
| 4     | NOR  | Vebjørn Berg               | 699,1  |
| 5     | RUS  | Konstantin Prichodtschenko | 699,0  |
| 6     | FRA  | Valérian Sauveplane        | 698,8  |
| 7     | FIN  | Juha Hirvi                 | 698,5  |
| 8     | BLR  | Sjarhej Martynau           | 698,3  |
|       |      |                            |        |
| 24    | GER  | Maik Eckhardt              | 592    |
| 30    | AUT  | Mario Knögler              | 590    |
| 31    | GER  | Michael Winter             | 590    |
| 32    | SUI  | Marcel Bürge               | 590    |
| 41    | AUT  | Christian Planer           | 588    |
| 48    | SUI  | Simon Beyeler              | 585    |

Datum: 15. August 2008

56 Teilnehmer aus 36 Ländern

### Luftgewehr 10 m
| Platz | Land | Sportler                   | Punkte |
| ----- | ---- | -------------------------- | ------ |
| 1     | IND  | Abhinav Bindra             | 700,5  |
| 2     | CHN  | Zhu Qinan                  | 699,7  |
| 3     | FIN  | Henri Häkkinen             | 699,4  |
| 4     | ROU  | Alin Moldoveanu            | 698,9  |
| 5     | RUS  | Konstantin Prichodtschenko | 698,4  |
| 6     | HUN  | Peter Sidi                 | 698,4  |
| 7     | SRB  | Stevan Pletikosić          | 697,7  |
| 8     | RUS  | Sergei Kruglow             | 697,4  |
|       |      |                            |        |
| 10    | AUT  | Thomas Farnik              | 594    |
| 15    | GER  | Tino Mohaupt               | 593    |
| 30    | AUT  | Christian Planer           | 589    |
| 34    | LIE  | Oliver Geissmann           | 588    |
| 36    | GER  | Michael Winter             | 588    |
| 45    | SUI  | Simon Beyeler              | 583    |

Datum: 11. August 2008

51 Teilnehmer aus 37 Ländern
Abhinav Bindra und Henri Häkkinen lagen vor dem letzten der zehn Schüsse punktgleich auf dem ersten Platz. Während Bindra dann allerdings eine 10,8 traf, holte Häkkinen nur 9,7 Punkte und fiel so auf den dritten Platz zurück, noch hinter den chinesischen Titelverteidiger Zhu Qinan. Für Indien war es die erste Goldmedaille in einem Einzelwettbewerb in der Geschichte der Olympischen Spiele.

### Freie Pistole 50 m
| Platz | Land | Sportler         | Punkte |
| ----- | ---- | ---------------- | ------ |
| 1     | KOR  | Jin Jong-oh      | 660,4  |
| 2     | CHN  | Tan Zongliang    | 659,5  |
| 3     | RUS  | Wladimir Issakow | 658,9  |
| 4     | UKR  | Oleh Omeltschuk  | 658,9  |
| 5     | SVK  | Pavol Kopp       | 657,6  |
| 6     | BUL  | Tanju Kirjakow   | 656,8  |
| 7     | SRB  | Damir Mikec      | 655,8  |
| 8     | JPN  | Tomoyuki Matsuda | 558    |
|       |      |                  |        |
| 13    | GER  | Hans-Jörg Meyer  | 557    |
| 29    | GER  | Florian Schmidt  | 549    |
| 40    | SUI  | Christoph Schmid | 540    |

Datum: 12. August 2008

45 Teilnehmer aus 32 Ländern
Der Nordkoreaner Kim Jong-su hatte den zweiten Platz belegt, blieb jedoch in der Dopingkontrolle mit einem positiven Test auf den Betablocker Propranolol hängen. Er musste am 15. August seine Medaillen sofort zurückgeben.

### Schnellfeuerpistole 25 m
| Platz | Land | Sportler         | Punkte     |
| ----- | ---- | ---------------- | ---------- |
| 1     | UKR  | Oleksandr Petriw | 780,2 (OR) |
| 2     | GER  | Ralf Schumann    | 779,5      |
| 3     | GER  | Christian Reitz  | 779,3      |
| 4     | RUS  | Leonid Jekimow   | 778,2      |
| 5     | USA  | Keith Sanderson  | 776,6      |
| 6     | UKR  | Roman Bondaruk   | 774,7      |
| 7     | CUB  | Leuris Pupo      | 578        |
| 8     | RUS  | Alexei Klimow    | 577        |

Datum: 15. und 16. August 2008

19 Teilnehmer aus 14 Ländern
Die Deutschen Ralf Schumann und Christian Reitz qualifizierten sich für das Finale und mussten als Erste schießen. Ihnen gelang eine ein wenig bessere Leistung als dem viertplatzierten Ukrainer Oleksandr Petriw, dennoch blieb dieser in Führung, da er aus der Qualifikation einen Punkt Vorsprung auf Schumann und Reitz hatte. Die drei Führenden nach der Qualifikation zeigten durchgängig schwache Leistungen und konnten ihren Vorsprung nicht halten, sodass keiner von ihnen eine Medaille holte.

### Luftpistole 10 m
| Platz | Land | Sportler              | Punkte |
| ----- | ---- | --------------------- | ------ |
| 1     | CHN  | Pang Wei              | 688,2  |
| 2     | KOR  | Jin Jong-oh           | 684,5  |
| 3     | USA  | Jason Turner          | 682,0  |
| 4     | USA  | Brian Beaman          | 682,0  |
| 5     | RUS  | Leonid Jekimow        | 680,5  |
| 6     | FRA  | Walter Lapeyre        | 680,3  |
| 7     | THA  | Jakkrit Panichpatikum | 679,0  |
| 8     | ITA  | Vigilio Fait          | 580    |
|       |      |                       |        |
| 20    | GER  | Hans-Jörg Meyer       | 577    |
| 32    | SUI  | Christoph Schmid      | 573    |
| 37    | GER  | Florian Schmidt       | 571    |

Datum: 9. August 2008

48 Teilnehmer aus 35 Ländern
Im Finale gelang dem Chinesen Pang Wei der Sieg, deutlich distanzierte er den Südkoreaner Jin Jong-oh und den Nordkoreaner Kim Jong-su. Letzterer wurde sechs Tage später, am 15. August, des Dopings mit dem Betablocker Propranolol überführt und musste seine Medaillen sofort zurückgeben.

### Skeet

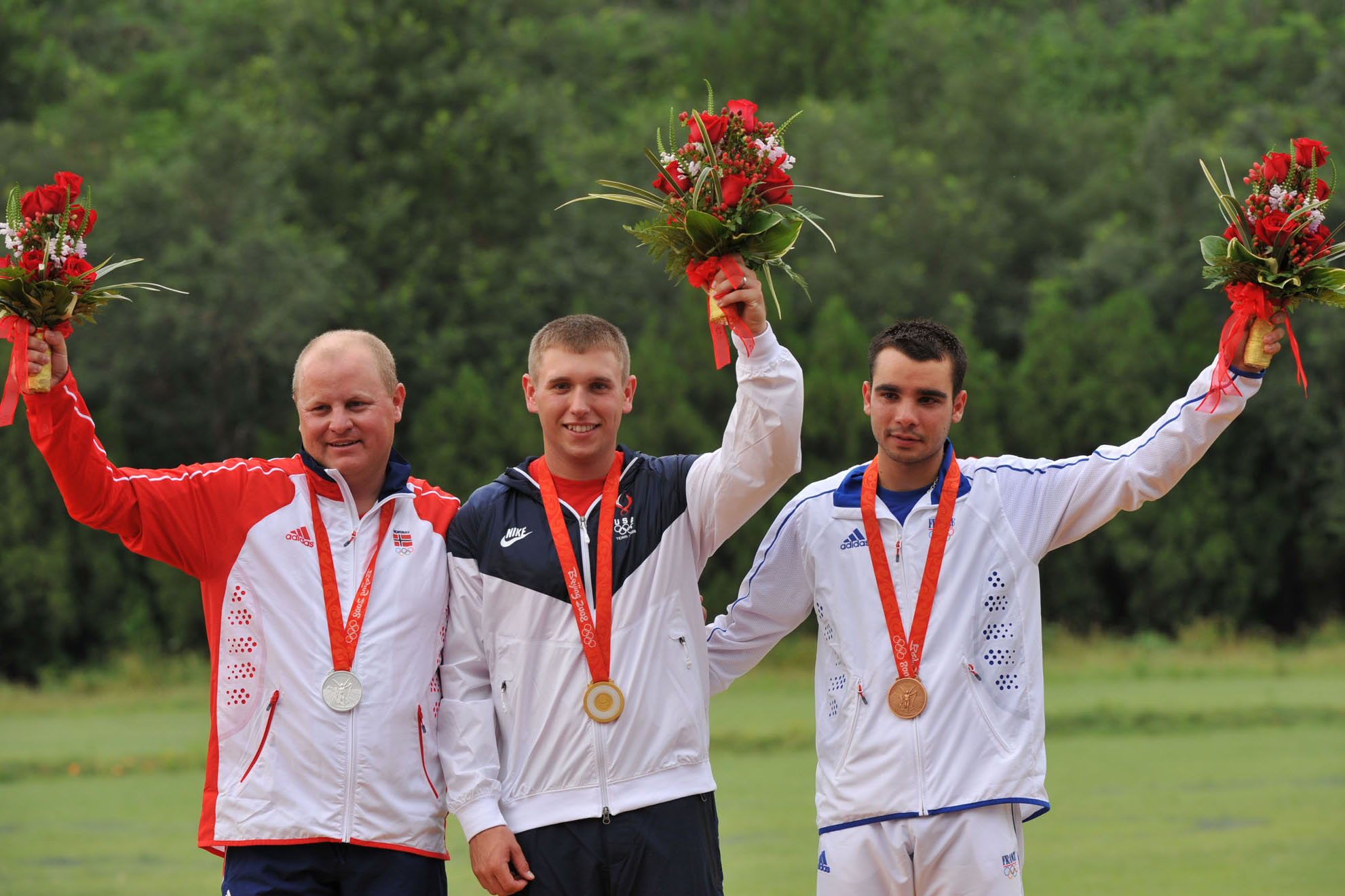
Die Medaillengewinner v. l.: Tore Brovold (Norwegen), Vincent Hancock (USA) und Anthony Terras (Frankreich)

| Platz | Land | Sportler           | Punkte   |
| ----- | ---- | ------------------ | -------- |
| 1     | USA  | Vincent Hancock    | 145 (OR) |
| 2     | NOR  | Tore Brovold       | 145 (OR) |
| 3     | FRA  | Anthony Terras     | 144      |
| 4     | CYP  | Andonis Nikolaidis | 144      |
| 5     | CYP  | Georgios Achilleos | 143      |
| 6     | CHN  | Qu Ridong          | 142      |
| 7     | CHN  | Jin Di             | 118      |
| 8     | ESP  | Juan José Aramburu | 118      |
|       |      |                    |          |
| 13    | GER  | Tino Wenzel        | 117      |
| 20    | GER  | Axel Wegner        | 115      |

Datum: 15. und 16. August 2008

41 Teilnehmer aus 30 Ländern

### Trap
| Platz | Land | Sportler          | Punkte   |
| ----- | ---- | ----------------- | -------- |
| 1     | CZE  | David Kostelecký  | 146 (OR) |
| 2     | ITA  | Giovanni Pellielo | 143      |
| 3     | RUS  | Alexei Alipow     | 142      |
| 4     | AUS  | Michael Diamond   | 142      |
| 5     | CRO  | Josip Glasnović   | 140      |
| 6     | ITA  | Erminio Frasca    | 140      |
| 7     | GER  | Karsten Bindrich  | 119      |
| 8     | IND  | Mansher Singh     | 117      |
|       |      |                   |          |
| 24    | GER  | Stefan Rüttgeroth | 113      |

Datum: 9. und 10. August 2008

35 Teilnehmer aus 25 Ländern
David Kostelecký schoss im Finale keinen Fehler und konnte sich so gegen Alexei Alipow durchsetzen, der nach der Qualifikation noch punktgleich mit Kostelecký gewesen war.

### Doppel-Trap
| Platz | Land | Sportler            | Punkte   |
| ----- | ---- | ------------------- | -------- |
| 1     | USA  | Walton Eller        | 190 (OR) |
| 2     | ITA  | Francesco D’Aniello | 187      |
| 3     | CHN  | Hu Binyuan          | 184      |
| 4     | USA  | Jeffrey Holguin     | 182      |
| 5     | AUS  | Russell Mark        | 181      |
| 6     | GBR  | Richard Faulds      | 180      |
| 7     | UAE  | Ahmed Al Maktum     | 136      |
| 8     | MLT  | William Chetcuti    | 136      |

Datum: 12. August 2008

19 Teilnehmer aus 14 Ländern

## Ergebnisse Frauen

### Kleinkaliber Dreistellungskampf 50 m
| Platz | Land | Sportlerin          | Punkte     |
| ----- | ---- | ------------------- | ---------- |
| 1     | CHN  | Du Li               | 690,3 (OR) |
| 2     | CZE  | Kateřina Emmons     | 687,7      |
| 3     | CUB  | Eglys Cruz          | 687,6      |
| 4     | RUS  | Ljubow Galkina      | 687,4      |
| 5     | USA  | Jamie Lynn Beyerle  | 686,6      |
| 6     | KAZ  | Olga Dowgun         | 686,3      |
| 7     | CRO  | Lidija Mihajlović   | 686,0      |
| 8     | CHN  | Wu Liuxi            | 685,9      |
| 9     | GER  | Barbara Lechner     | 582        |
|       |      |                     |            |
| 17    | GER  | Sonja Pfeilschifter | 578        |
| 23    | SUI  | Irene Beyeler       | 577        |
| 25    | SUI  | Annik Marguet       | 577        |

Datum: 14. August 2008

43 Teilnehmerinnen aus 28 Ländern

### Luftgewehr 10 m
| Platz | Land | Sportlerin          | Punkte     |
| ----- | ---- | ------------------- | ---------- |
| 1     | CZE  | Kateřina Emmons     | 503,5 (OR) |
| 2     | RUS  | Ljubow Galkina      | 502,1      |
| 3     | CRO  | Snježana Pejčić     | 500,9      |
| 4     | USA  | Jamie Lynn Beyerle  | 499,8      |
| 5     | CHN  | Du Li               | 499,6      |
| 6     | KAZ  | Olga Dowgun         | 498,1      |
| 7     | FRA  | Marie-Laure Gigon   | 497,3      |
| 8     | POL  | Sylwia Bogacka      | 495,7      |
|       |      |                     |            |
| 12    | GER  | Sonja Pfeilschifter | 396        |
| 16    | SUI  | Irene Beyeler       | 395        |
| 17    | GER  | Barbara Lechner     | 394        |
| 33    | SUI  | Annik Marguet       | 391        |

Datum: 9. August 2008

47 Teilnehmerinnen aus 31 Ländern

### Sportpistole 25 m
| Platz | Land | Sportlerin            | Punkte     |
| ----- | ---- | --------------------- | ---------- |
| 1     | CHN  | Chen Ying             | 793,4 (OR) |
| 2     | MGL  | Otrjadyn Gündegmaa    | 792,2      |
| 3     | GER  | Munkhbayar Dorjsuren  | 789,2      |
| 4     | CHN  | Fei Fengji            | 787,9      |
| 5     | BUL  | Marija Grosdewa       | 786,6      |
| 6     | PRK  | Yong Suk Jo           | 783,4      |
| 7     | THA  | Tanyaporn Prucksakorn | 777,7      |
| 8     | ESA  | Luisa Maida           | 774,0      |
|       |      |                       |            |
| 23    | GER  | Stefanie Thurmann     | 576        |
| 29    | SUI  | Sandra Kolly          | 574        |

Datum: 13. August 2008

41 Teilnehmerinnen aus 28 Ländern

### Luftpistole 10 m
| Platz | Land | Sportlerin                  | Punkte     |
| ----- | ---- | --------------------------- | ---------- |
| 1     | CHN  | Guo Wenjun                  | 492,7 (OR) |
| 2     | RUS  | Natalja Paderina            | 489,1      |
| 3     | GEO  | Nino Salukwadse             | 487,4      |
| 4     | BLR  | Wiktoryia Tschajka          | 482,0      |
| 5     | POL  | Mirosława Sagun-Lewandowska | 481,3      |
| 6     | SRB  | Jasna Šekarić               | 480,9      |
| 7     | FIN  | Mira Nevansuu               | 480,5      |
| 8     | MGL  | Tsogbadrachyn Mönchdsul     | 479,6      |
|       |      |                             |            |
| 10    | GER  | Claudia Verdicchio          | 383        |
| 17    | SUI  | Cornelia Frölich            | 381        |
| 24    | GER  | Munkhbayar Dorjsuren        | 379        |
| 27    | SUI  | Sandra Kolly                | 378        |

Datum: 10. August 2008

44 Teilnehmerinnen aus 30 Ländern

### Skeet
| Platz | Land | Sportlerin            | Punkte  |
| ----- | ---- | --------------------- | ------- |
| 1     | ITA  | Chiara Cainero        | 93 (OR) |
| 2     | USA  | Kim Rhode             | 93      |
| 3     | GER  | Christine Brinker     | 93      |
| 4     | SWE  | Nathalie Larsson      | 92      |
| 5     | THA  | Sutiya Jiewchaloemnit | 92      |
| 6     | CHN  | Wei Ning              | 91      |
| 7     | CYP  | Andri Eleftheriou     | 67      |
| 8     | SVK  | Danka Barteková       | 67      |

Datum: 14. August 2008

19 Teilnehmerinnen aus 19 Ländern
Im äußerst knappen Finale lagen zwischen dem ersten und dem sechsten Platz zum Schluss nur zwei Treffer, sodass ein Stechen zwischen drei Schützinnen um die Goldmedaille und eines mit zwei um den vierten Platz entscheiden musste. Im Stechen um Gold schossen sowohl die Amerikanerin Kim Rhode als auch die Deutsche Christine Brinker einen Fehler, im Gegensatz zur Italienerin Chiara Cainero, die den Sieg errang. Um die Silbermedaille gab es ein Stechen zwischen Rhode und Brinker, das die Amerikanerin mit zwei Treffern für sich entschied. Nachdem Chiara Cainero in der Qualifikation mit 72 Treffern bereits einen olympischen Rekord erzielt hatte, konnte das Spitzentrio im Finale mit 93 Treffern erneut den olympischen Rekord verbessern.

### Trap
| Platz | Land | Sportlerin           | Punkte  |
| ----- | ---- | -------------------- | ------- |
| 1     | FIN  | Satu Mäkelä-Nummela  | 91 (OR) |
| 2     | SVK  | Zuzana Štefečeková   | 89      |
| 3     | USA  | Corey Cogdell        | 86      |
| 4     | JPN  | Yukie Nakayama       | 86      |
| 5     | LTU  | Daina Gudzinevičiūtė | 86      |
| 6     | KAZ  | Jelena Strutschajewa | 86      |
| 7     | ITA  | Deborah Gelisio      | 66      |
| 8     | GER  | Susanne Kiermayer    | 65      |

Datum: 11. August 2008

20 Teilnehmerinnen aus 20 Ländern
Im Finale konnte Satu Mäkelä-Nummela die nach der Qualifikation noch gleichauf liegende Slowakin Zuzana Štefečeková um zwei Punkte distanzieren und das erste Gold dieser Spiele für die finnische Mannschaft holen. Bronze ging im Stechen an die Amerikanerin Corey Cogdell.